# D.O STILL ALIVE
《D.O STILL ALIVE》는 힙합 듀오 듀스 출신 이현도의 첫 번째 라이브 음반이다.